# Frans Vanden Ouden
Frans Vanden Ouden, né le 23 janvier 1904 et décédé le 20 novembre 1974, est un joueur et entraîneur de football international belge. Durant toute sa carrière, il occupe le poste d'attaquant à Berchem Sport.

## Carrière
Frans Vanden Ouden débute en équipe première du Berchem Sport en 1922 alors qu'il n'a que 18 ans. Lors de sa quatrième saison au plus haut niveau, il est appelé en équipe nationale le 13 décembre 1925 pour disputer une rencontre amicale face à l'Autriche. Titulaire durant les 90 minutes, il ne marque pas et la Belgique s'incline 3-4. Ce sera sa seule sélection avec les « Diables Rouges ». Il reste fidèle toute sa carrière au club de ses débuts, même après la relégation en deuxième division en 1933. Il prend sa retraite sportive en 1936 à l'âge de 32 ans.
Frans Vanden Ouden effectue une courte reconversion comme entraîneur après la Seconde Guerre mondiale. Il dirige le SK Beveren-Waes durant la saison 1951-1952, alors que le club évolue au troisième niveau hiérarchique. Le club termine cinquième et remporte les barrages pour le maintien, conséquence de la réforme des divisions nationales décidé en vue de la saison prochaine. Il quitte ensuite le club et le monde du football national.

## Palmarès
- 1 fois champion de Division 2 en 1934 avec Berchem Sport.

## Sélections internationales
Frans Vanden Ouden a été sélectionné à une reprise en équipe nationale belge. Le tableau ci-dessous reprend cette sélection. Le score de la Belgique est toujours indiqué en gras.
| Date       | Compétition  | Adversaire | Lieu  | Score |
| ---------- | ------------ | ---------- | ----- | ----- |
| 13/12/1925 | Match amical | Autriche   | Liège | 3-4   |